# Microsarotis
Microsarotis là một chi bướm đêm thuộc phân họ Olethreutinae, họ Tortricidae Tortricidae.

## Các loài
- Microsarotis bicincta (Diakanoff, 1976)
- Microsarotis lucida (Meyrick, 1916)
- Microsarotis lygistis (Diakonoff, 1977)
- Microsarotis palamedes (Meyrick, 1916)
- Microsarotis pauliani Diakonoff, 1988
- Microsarotis sanderyi Komai & Horak, in Horak, 2006